# Josia podarce
Josia podarce är en fjärilsart som beskrevs av Walker 1854. Josia podarce ingår i släktet Josia och familjen tandspinnare. Inga underarter finns listade i Catalogue of Life.